# To Be Hero
To Be Hero (トゥ・ビー・ヒーロー/凸变英雄?) es una serie de anime china-japonesa de comedia, producida por Emon, animada por Studio LAN y supervisada por Shinichi Watanabe.
Una segunda temporada llamada To Be Heroine se estrenó en 2018. La serie es dirigida por Li Haoling y animada por Studio.LAN! y Haoliners Animation League.

## Sinopsis
El protagonista es un hombre guapo pero deleznable. Trabaja como diseñador de asientos de retrete, está divorciado y vive con su hija Min-chan, que por suerte no se parece a él, ella es inteligente y atlética. Un día, mientras estaba cagando, el retrete se lo traga y recibe la importante misión de convertirse en héroe para salvar el mundo. Aunque a cambio de tal noble tarea recibirá también un pequeño contratiempo: se transforma en un hombre gordo y feo. Ahora tendrá que salvar al mundo y, de paso, intentar recuperar su apariencia de siempre.

## Personajes

### Ossan
Voz japonesa: Kenjiro Tsuda / Voz china: Tutehameng
Ossan (tio) (おっさん) es el padre de Min-chan y protagonista de la historia. Un hombre muy atractivo y seductor hasta que su aspecto cambia el día en el que el retrete le engulle, convirtiéndole en un hombre orondo, feo y desagradable, eso si, con un gran poder. 

### Min-chan
Voz japonesa: Moa Tsukino / Voz china: Shanxin
Min-chan (ミンちゃん)es la hija de Ossan, una chica adolescente, fuerte, independiente y luchadora. Su personalidad esta claramente marcada por el abandono de su padre. Desde el abandono de su madre ella ha tenido que asumir este rol i cuidar de ambos.

### Yamada-san
Voz japonesa: Yutaka Aoyama / Voz china: Li Lu
Yamada-san (山田さん) es el vecino de los protagonistas, es un hombre de avanzada edad, bajito y pervertido. Acostumbra a ir medio desnudo y acosar tanto a hombres como a mujeres. Una de sus aficiones principales consiste en salir a la calle con tan solo una gabardina y mostrar su cuerpo desnudo a cualquiera que encuentre.  
Por lo general se le presenta como una persona desequilibrada. Lleva años viviendo solo desde que su mujer y su hijo le abandonaron. 

### Príncipe
Voz japonesa: Tomokazu Sugita y Rui Tanabe / Voz china: Xin Teng
Príncipe (王子) es un extraterrestre líder de la avanzada de invasión terrestre. Cae enamorado de Min-chan al verla dar una paliza a su padre, tales malos tratos le transportaron a su infancia cuando su madre le golpeaba sin fin. Hará lo posible para conquistar el corazón de Min-chan. 

## Producción
La producción de la serie se realizó en China, con Li Haoling dirigiendo el proyecto, y bajo la supervisión de Shin'ichi Watanabe. Se realizó modificaciones en el programa para la transmisión japonesa.  La serie se estrenó el 5 de octubre de 2016 en ambos países, en Tokyo MX en Japón , y a través de la web bilibili en China . Posteriormente la web Crunchyroll obtuvo la licencia para retransmitir el anime en su plataforma digital.

### Música
En China, el opening fue "Recuerda" (执念), interpretada por Loki (刘畅).  Mientras que en Japón, fue "Voy a visitarte" ( オープニングテーマ「アイニコイヨ」), interpretada por BRATS.
El ending en cambio fue el mismo en ambos países, la canción "Mi padre esta protegiendo la tierra" (ンディングテーマ「私のパパが地球を守る 〜我爹守护地球〜」) de Lin Heye  (林和夜)

## Episodios

### Primera temporada
La primera temporada, titulada To Be Hero, empezó el 5 de octubre de 2016 y acabó el 21 de diciembre de 2016. 
| Núm. | Título                                                                               | Fecha de estreno        |
| ---- | ------------------------------------------------------------------------------------ | ----------------------- |
| 1    | "Primer Día como Superhero"                                                          | 5 de octubre de 2016    |
| 2    | "Segundo Día como Superhero: Muerte brutal"                                          | 12 de octubre de 2016   |
| 3    | "Tercer Día como Superhero: Un lider de verdad debe"                                 | 19 de octubre de 2016   |
| 4    | "Cuarto Día como Superhero: Ocho tipos diferentes de gritos"                         | 26 de octubre de 2016   |
| 5    | "Quinto Día como Superhero: Deja de pegarlo con Cinta"                               | 2 de noviembre de 2016  |
| 6    | "Sexto Día como Superhero: Un suceso algo intenso"                                   | 9 de noviembre de 2016  |
| 7    | "Séptimo Día como Superhero: Habitante del otro mundo"                               | 16 de noviembre de 2016 |
| 8    | "Octavo Día como Superhero: Quiero muchas novias inmediatamente!"                    | 23 de noviembre de 2016 |
| 9    | "Noveno Día como Superhero: Si vamos a hacerlo, me quitaré los calzoncillos ahora"   | 30 de noviembre de 2016 |
| 10   | "Décimo Día como Superhero: Este episodio tuvo poca comedia y contenido inapropiado" | 7 de diciembre de 2016  |
| 11   | "Undécimo Día como Héroe: Soy un perdedor. Déjame morir, por favor"                  | 14 de diciembre de 2016 |
| 12   | "¡Quédate conmigo, papá!"                                                            | 21 de diciembre de 2016 |

## Secuela
El 19 de mayo de 2018 se estrenó la secuela de este anime titulada To Be Heroine. Esta serie también fue dirigida por Li Haoling y animada por Studio LAN junto a Haoliners Animation League.
Un proyecto de animación titulado To Be Hero X ha sido anunciado por bilibili y Aniplex. El estudio BeDream produce la animación, que nuevamente está dirigida por Li Haoling. En Anime Expo 2023, Crunchyroll anunció que obtuvo la licencia de la serie fuera de Asia. Está previsto que la serie se emita en Fuji Television en abril de 2025.
El 19 de marzo de 2025, Crunchyroll anunció que la serie To Be Hero X había recibido un doblaje en español latino, la cual se estrenará próximamente.